# Allan H. MacDonald

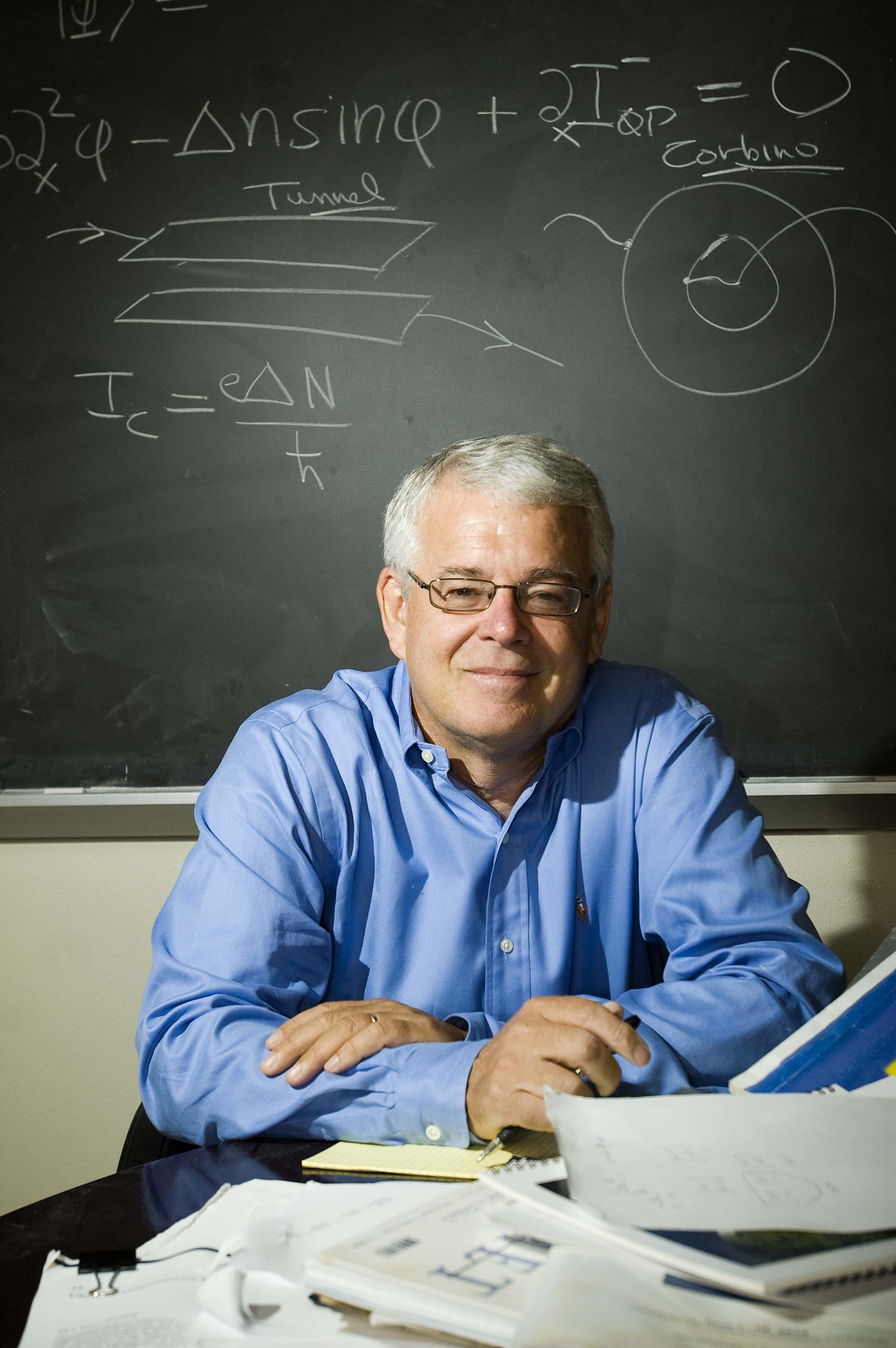
Allan Hugh MacDonald

Allan Hugh MacDonald (* 1. Dezember 1951 in Antigonish, Nova Scotia) ist ein kanadischer theoretischer Festkörperphysiker.

## Laufbahn
2007 erhielt er den Oliver E. Buckley Condensed Matter Prize für grundlegende experimentelle und theoretische Forschung zu korrelierten Vielelektronensystemen in niedrigen Dimensionen. Außerdem erhielt er die Herzberg Medal der Canadian Association of Physicists. Er ist Fellow der American Physical Society.
MacDonald studierte an der Saint Francis Xavier University in Antigonish mit dem Bachelor-Abschluss 1973 sowie an der University of Toronto mit dem Master-Abschluss 1974 und der Promotion in Physik 1978 (On a relativistic density functional formation). Als Post-Doktorand war er am Ottawa Laboratory des National Research Council von Kanada, ab 1981 als festes Mitglied. 1987 bis 2000 war er Professor an der Indiana University und seit 2000 ist er Professor an der University of Texas at Austin (Sid W. Richardson Professor). Er war Gastwissenschaftler an der ETH Zürich, dem Max-Planck-Institut für Festkörperforschung in Stuttgart und am Caltech.
Anfangs befasste er sich mit Dichtefunktionaltheorie mit Anwendung auf metallischen Magnetismus und relativistische Verallgemeinerung. Ab 1982 befasste er sich speziell mit dem (fraktionalen und ganzzahligen) Quantenhalleffekt (QHE). In den 2000er Jahren befasste er sich mit Spintronik, unter anderem ferromagnetischen Halbleitern, Wechselwirkung von magnetischen und Transporteigenschaften (Current induced Torque) und dem Spin-Hall-Effekt, und mit Graphen (u. a. QHE in Graphen). Er war einer derjenigen, der 2003 den intrinsischen Spin-Hall-Effekt vorschlug (unabhängig geschah das gleichzeitig durch Shoucheng Zhang und Kollegen). Mit seinem Post-Doktoranden Rafi Bistritzer untersuchte er die Moiré-Muster in Doppelschicht-Graphen, die sich aus einer gegenseitigen Verschiebung bzw. Drehung der beiden periodischen Gitter gegeneinander ergeben, die neuartigen Transportphänomene, die sich daraus ergeben. Bei einem bestimmten magischen Winkel von 1,1 Grad der Verdrehung sollte Supraleitung entstehen. Das wurde 2017 von Pablo Jarillo-Herrero am MIT bestätigt. Mit Hongki Min und Jung-Jung Su sagten sie auch Raumtemperatur-Suprafluidität in Doppelschicht-Graphen voraus.
Er ist seit 1974 verheiratet und hat zwei Kinder.

## Ehrungen
2005 wurde er in die American Academy of Arts and Sciences gewählt, 2010 in die National Academy of Sciences. 2012 erhielt er die Ernst-Mach-Ehrenmedaille. 2020 wurde er mit Bistritzer und Pablo Jarillo-Herrero mit dem Wolf-Preis in Physik ausgezeichnet für Pionierarbeiten theoretischer und experimenteller Art über gegeneinander verdrehten Doppelschicht-Graphen (Laudatio). Die Arbeit über die Vorhersage eines neuartigen Supraleiters in getwistetem Doppelschicht-Graphen wurde anfangs kritisch aufgenommen (auch wenn sie Jarillo-Herrero am MIT anspornte sich weiter experimentell damit zu befassen), insbesondere der Aufsatz von Jarillo-Herrero und Kollegen in Nature 2018 über die experimentelle Bestätigung revolutionierte nach der Laudatio des Wolf-Preises die Physik und löste eine Flut weiterer Veröffentlichungen aus.

## Schüler und Postdoktoranden
- Rafi Bistritzer
- Tobias M. R. Wolf

## Schriften
- Herausgeber: Quantum Hall Effect. A Perspective. Kluwer 1989
- Introduction to the physics of the Quantum Hall Regime, IUCM 1994